# Kaishakunin

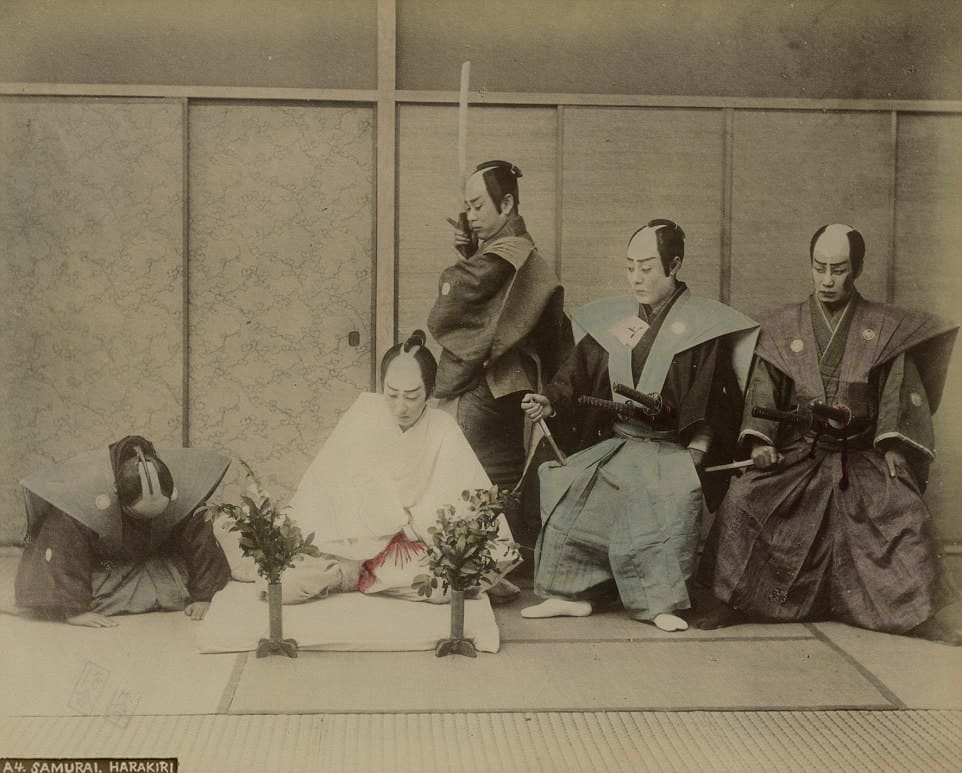
Photographie d'une mise en scène de cérémonie de seppuku datant la fin de la période Edo. Le kaishakunin se tient derrière avec son épée brandie, prêt à décapiter la personne commettant le seppuku.

Le kaishakunin (介錯人) est la personne désignée pour procéder à la décapitation de la personne qui se suicide par seppuku, après qu'elle s'est éventrée.

## Histoire
Du shogunat de Tokugawa Ieyasu (1603) jusqu'à la restauration Meiji (1870), le seppuku devint aussi une forme de mise à mort, appelée tsumebara et ordonnée par le shogun pour laver une grave offense ou un crime. Les shoguns appointaient alors un kaishakunin officiel, une position très honorable, pour procéder à la décapitation terminant les tsumebara et assurer le shogun que la cérémonie avait été bien exécutée. Dans les cas de crime particulièrement grave, ce kaishakunin désigné par le shogun pouvait faire durer ce suicide douloureux avant de procéder au kaishaku, afin de satisfaire son maître. Il pouvait aussi exécuter le condamné en procédant directement à la décapitation, sans qu'une éventration n'ait lieu. 
Au contraire, dans les suicides volontaires, le kaishakunin est généralement un ami proche, une personne digne de confiance ou un adversaire honorable. Dans ce cas, le kaishakunin peut procéder rapidement à la décapitation, alors que le geste d'éventration avec un poignard ou un éventail a été à peine esquissé.
De nombreux pratiquants contemporains de l'escrime au sabre japonais, notamment pour le iaidō, tameshi giri ou battōdō, s'entrainent à rechercher la « coupe parfaite », un mouvement fluide et ample qui assure que le sabre pénètre aisément dans la cible d'entrainement et en théorie dans la chair de l'adversaire. L'exercice est souvent pratiqué à vide, ou sur un faisceau de bambou ou une natte en paille roulées et trempées dans de l'eau.
Pour un usage pratique et guerrier du sabre, ce type d'entrainement pousse le pratiquant à s'habituer à un mouvement amplifié, stylisé, qui le laisse sans aucune garde une fois terminé. Hors du tameshi giri, qui est un test de coupe de la lame et non de l'escrimeur, l'unique cas d'entrainement de ce type signalé dans les traités anciens concerne les samouraïs qui se préparaient à ce rôle de kaishakunin. Ils travaillaient un mouvement de décapitation précis et ritualisé dans le contexte particulier du seppuku, dans l'éventualité du jour où ils auraient à décapiter un ami.
Le dernier kaishakunin est Hiroyasu Koga (en), qui procéda le 25 novembre 1970 à la décapitation de l'écrivain Yukio Mishima, puis de Masakatsu Morita, qui devait initialement procéder au kaishaku dans le seppuku de Mishima.

## Rituel
Les mouvements du rituel de kaishaku qui ont été préservés jusqu'à aujourd'hui varient peu entre les différentes écoles d'escrime au sabre. Ils incluent généralement les étapes suivantes :
1. Le kaishakunin s'assoit dans la position seiza ou reste debout, à gauche de la personne pratiquant le seppuku, légèrement en retrait, mais à distance de sabre de sa cible.
2. S'il est assis, le kaishakunin se lève lentement, d'abord sur ses genoux, puis sur son pied droit, tout en dégainant son katana lentement et silencieusement. S'il est déjà debout, il dégaine simplement son arme de la même manière. Une fois l'arme dégainée, le katana est levé lentement, en attente du seppuku. Certaines écoles, comme le Musō Jikiden Eishin-ryū (en), imposent une position particulière : un pas en arrière avec le pied droit, le katana derrière la tête et parallèle au sol et tenu de la main droite, la main gauche tenant le fourreau (saya). D'autres écoles préconisent que le katana doit être levé verticalement, parallèle au corps, les pieds joints.
3. Au moment choisi préalablement et conjointement avec le suicidé, le kaishakunin procède au daki-kubi (抱き首?). Il s'avance et le sabre s'abat simultanément sur le cou. Juste avant le contact, il agrippe la poignée à deux mains. Pour éviter que la tête ne soit projetée loin du corps, la coupe s'arrête à la moitié du cou. La décapitation est donc terminée par un mouvement latéral de retrait du sabre qui tranche la gorge, laissant la tête attachée par un morceau de peau.
4. Le kaishakunin secoue son sabre pour en retirer le sang : le chiburi (血振り?), et rengaine (noto). Il s'agenouille ensuite profondément en hommage au suicidé, puis se relève et exécute un salut solennel, rei (礼?).

Ce rituel fait l'objet du kata junto de l'école de iaïdo Musō shinden ryū, il n'est jamais présenté en public (exhibition ou compétition).